# Hannah Minthorne Tompkins

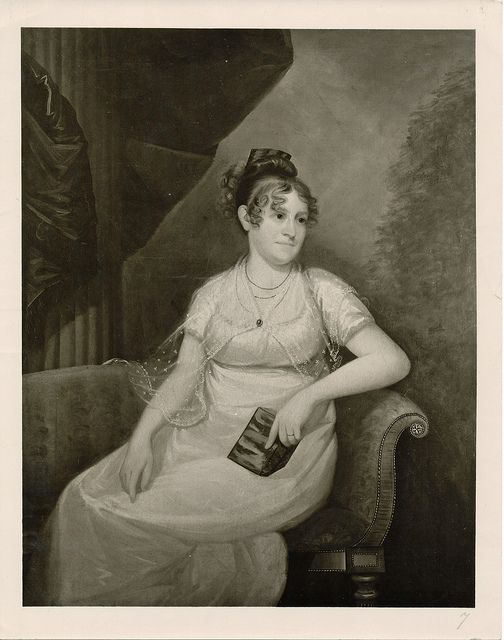
Hannah Tompkins

Hannah Minthorne Tompkins (* 28. August 1781 in New York; † 18. Februar 1829 in Tompkinsville, Staten Island) war die Ehefrau von Daniel D. Tompkins, Vizepräsident der Vereinigten Staaten während der Amtszeit von James Monroe und dadurch Second Lady der Vereinigten Staaten.
Hannah Minthorne war das zweite Kind von Mangle Minthorne (1740–1824) und dessen zweiter Frau, Aryet Constable Minthorne (1743–1830). Im Februar 1798 heiratete die 16-jährige Hannah Daniel D. Tompkins, einen 23-jähriger Anwalt der Stadt New York. Zum Zeitpunkt der Eheschließung, war ihr Vater Assistent des Common Council und der junge Tompkins plante eine politische Karriere. Von 1800 bis 1814 bekam das Paar acht Kinder, darunter Arietta Minthorn Tompkins (* 31. Juli 1800), die 1818 einen Sohn von Smith Thompson heiratete, und Minthorne Tompkins (* 26. Dezember 1807; † 5. Juni 1881), der 1852 für die Free Soil Party als Gouverneur von New York kandidierte.
Hannah überlebte ihren Mann um fast vier Jahre. Sie starb am 18. Februar 1829 in Tompkinsville, Staten Island. Sie und ihr Mann sind in der Familiengruft der Minthornes in St. Mark’s Church in-the-Bowery in Lower Manhattan begraben.